# Bilobojnîțea, Ciortkiv
Bilobojnîțea (în ucraineană Білобожниця) este localitatea de reședință a comunei Bilobojnîțea din raionul Ciortkiv, regiunea Ternopil, Ucraina.

## Demografie
Componența lingvistică a localității Bilobojnîțea
     Ucraineană (99,31%)
     Alte limbi (0,69%)
Conform recensământului din 2001, majoritatea populației localității Bilobojnîțea era vorbitoare de ucraineană (99,31%), existând în minoritate și vorbitori de alte limbi.